# Carlos Alberto da Costa Neves
Carlos Alberto da Costa Neves (Bahia, 31 de outubro de 1911 — Caçador, 11 de agosto de 1992) foi um médico e político brasileiro. Foi vereador de Caçador entre 1951 e 1955, além de prefeito entre 1956 e 1961 da mesma cidade.

## A origem
Órfão de pai aos nove anos, com família lutando com dificuldades financeiras, dedicou-se com afinco aos estudos, tendo concluído, aos 21 anos, o curso na Faculdade de Medicina da Universidade Federal da Bahia, turma de 1932. Buscou na cidade de Natal, no Rio Grande do Norte, juntamente com um colega e amigo, o estabelecimento de um laboratório de análises clinicas. Constatando a insuficiência de receita que lhe compensasse, fez doação do equipamento para o sócio e amigo e foi para o Rio de Janeiro, onde o amor de sua vida estava vivendo com seu pai, o então Secretário Geral do Ministério de Viação e Obras Públicas, Joaquim Licínio de Sousa Almeida. Lá buscou alguma alternativa de vida e conheceu o Dr. Victor Gutierrez. Superintendente da Rede de Viação Paraná-Santa Catarina, que o convidou para fazer parte do corpo médico da Rede.
Já em 1935, transferiu-se para a capital das araucárias, onde passou a residir e exercer suas funções. Curioso dizer que quando vinha do Rio, ao passar por Jaguariaíva, sentiu fortes tremores e constatou, então, o que era o frio do sul. Em 31 de janeiro de 1937, foi ao Rio de Janeiro para contrair matrimônio com Maria Deomar de Almeida Costa Neves, retornando a seguir para Curitiba-PR. Em um processo de descentralização da Rede, foi transferido em 1939 para União da Vitória-PR. No início de 1941, foi novamente transferido, desta vez para Caçador, cidade a qual se afeiçoou de tal maneira, que decidiu ser a sua terra. Assumiu a manutenção e a direção técnica do Hospital São Luiz, além de constituir sua clínica particular. Médico humanitário, pois dotado de grande coração, exerceu a medicina idealizada por ele: o cliente era preferencial, independente de quem fosse e se tinha ou não recursos para lhe pagar.
Pela união das lideranças comerciais e industriais, dedicou-se a fundar o Rotary Club e posteriormente apadrinhar em cidades vizinhas a expansão do Rotary, dentro dos princípios preconizados por seu fundador Paul Percy Harris: dar de si, antes de pensar em si. Orador de palavras fáceis e imagens brilhantes, encantava a quem o ouvisse. Foi eleito vereador para o mandato de 1951 a 1955, tendo sido o mais votado e assumido a presidência da Câmara Municipal. Adiante, em 1955, foi eleito prefeito para o mandato de 1956 a 1961. Agilizou o revestimento de ruas, construiu o aeroporto (Aeroporto de Caçador), pois era uma necessidade premente da época, para poder atender as exigências individuais e comerciais de Caçador, construiu o estádio municipal de Caçador (Estádio Carlos Alberto Costa Neves), sendo que estas duas obras, hoje, por lei, devidamente homologada pelo Prefeito Municipal, levam seu nome.
No seu mandato, a educação e o sistema rodoviário do município mereceram atenção especial. Grande mérito, também, foi o saneamento das finanças municipais. Além de importantes construções (aeroporto, estádio, pontes, ruas), cuidou da reurbanização de praças e áreas públicas. Ao final do mandato, tendo colaborado para a eleição de seu amigo e sucessor, José Kurtz, voltou ao exercício pleno de sua medicina, até que uma doença chamada glaucoma o deixou praticamente sem visão. Apreciava viajar e ler abundantemente, coisas que teve que deixar de fazer, e que lhe trouxe grande desgosto. Faleceu em 11 de agosto de 1992.